# تالا (إلهة)
تالا (بالإنجليزية: Tala)‏، هو اسم إلهة نجمة الصباح والمساء في أساطير التاغالوغيين. تتنوع أصولها حسب المنطقة. أسطورة تالا لها أوجه تشابه شديدة مع الأساطير بين الثقافات غير الفلبينية، مثل: قبائل الهند في بيهار، وسافارا وبويا، وكذلك قبيلة سيمانج الهندية (قبيلة الملايو).